# Frederick Meyer

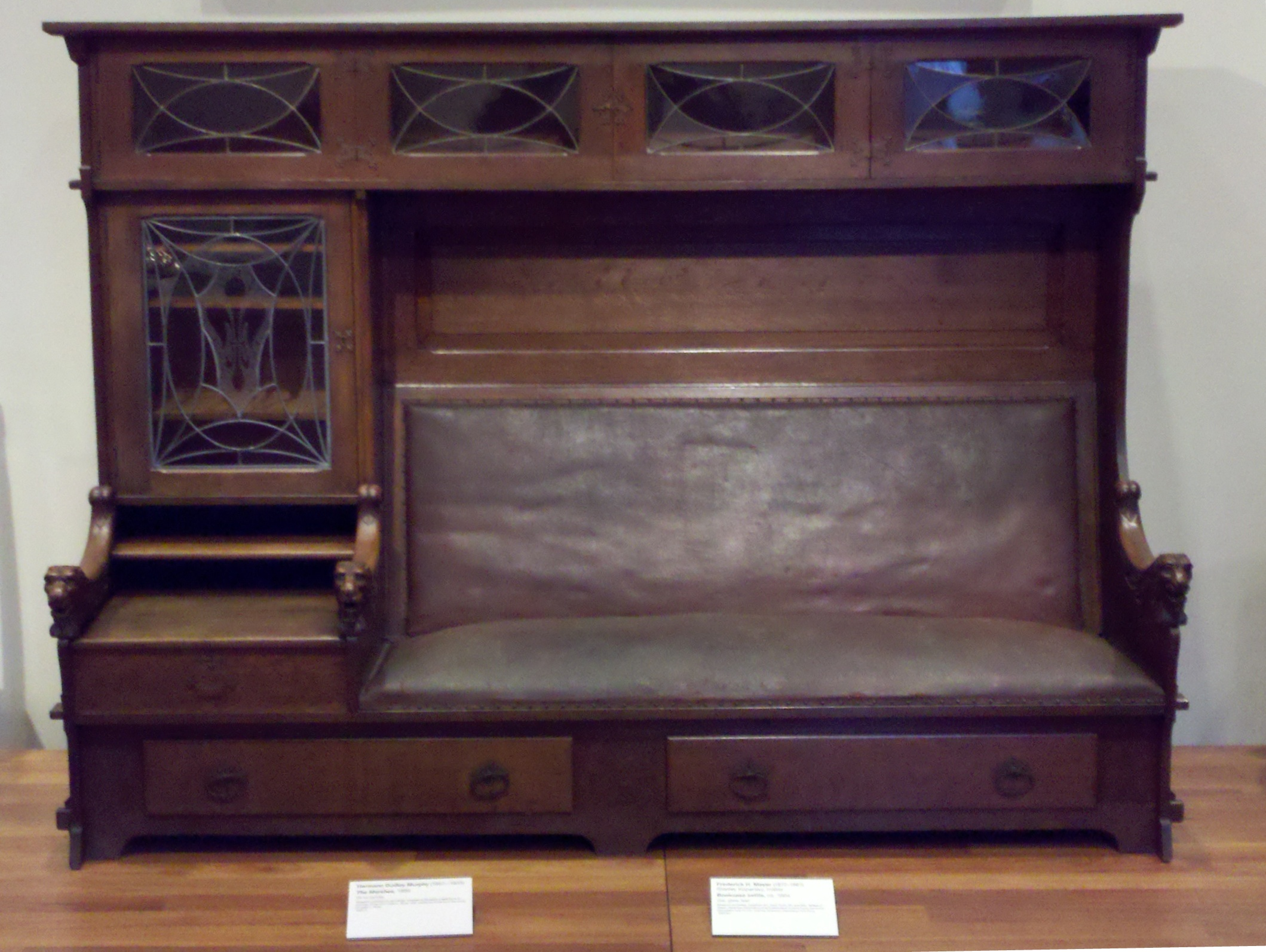
En möbel med soffa och bokskåp, som är formgiven av Frederick Meyer, M.H. de Young Memorial Museum i San Francisco

Frederick Heinrich Wilhelm Meyer, född 6 november 1872 nära Hamelini Tyskland, död 6 januari 1961 i Oakland, var en amerikansk formgivare och konstpedagog inom Arts and Crafts-rörelsen. 
Frederick Meyer växte upp i en tysk konsthantverkarsläkt. Han gick i lära som möbelsnickare, innan han 1888 emigrerade till Fresno i Kalifornien i USA, där han arbetade i en stor plantskola. Omkring 1890 började han utbilda sig vid Cincinnati Technical School och fortsatte efter två år i Pennsylvania Museum and School of Industrial Art. Han blev amerikansk medborgare i november 1893. Han återvände 1893 till Tyskland för att genomgå utbildning på Preussische Akademie der Künste i Berlin.
Han var 1898–1902 skolinspektör för konstnärliga ämnen i Stockton i Kalifornien och därefter lärare vid University of California, Berkeley och därefter professor i konsthantverk och chef för avdelningen för industriformgivning vid Mark Hopkins Institute of Art i San Francisco inom University of California, Berkeley. 
Frederick Meyer grundade School of the California Guild of Arts and Crafts 1907, vars första adress var 
Studio Building, ett kvarter från U.C. Berkeley campus. Skolan omdöptes 1908 till California School of Arts and Crafts. Skolan blev känd också utomlands genom bland annat att Frederick Meyer  som lärare anställde bland andra Xavier Martinez, William S. Rice, Perham Wilhelm Nahl och Beniamino Bufano.